# Майбёрг, Натали
Натали Энн Майбёрг (англ. Natalie Anne Myburgh; 15 мая 1940 — 21 января 2014) — южноафриканская пловчиха, бронзовый призёр летних Олимпийских игр в Мельбурне (1956).
На Играх Содружества Британской империи в Окленде (1954) в составе сборной Южно-Африканского Союза выиграла эстафету 4 × 110 ярдов вольным стилем. Спортсменке на тот момент не исполнилось ещё и 14 лет. Два года спустя на летних Олимпийских играх в Мельбурне (1956) стала бронзовым призёром олимпийских игр в составе сборной ЮАС в эстафете 4×100 м вольным стилем.